# Partirò da zero
Partirò da zero è un singolo del cantautore italiano Luigi Strangis, pubblicato il 6 dicembre 2021 come terzo estratto dall'EP Strangis.

## Descrizione
Il brano, scritto da Ngure Rahab Wairimu, è prodotto da Michele Canova Iorfida, 8zerougo e Gimi Sullivan.

## Brano musicale
Il brano musicale è stato pubblicato in concomitanza all'uscita del singolo attraverso il canale YouTube del cantautore.

## Promozione
Il singolo è stato presentato in anteprima durante la partecipazione del cantautore alla ventunesima edizione del talent show Amici di Maria De Filippi.

## Tracce
Testi di Ngure Rahab Wairimu, musiche di Antonino Iammarino, Fabrizio Foggia.
1. Partirò da zero – 2:47